# 鮑爾克拉布 (明尼蘇達州)
鮑爾克拉布（英語：Ball Club）是位於美國明尼蘇達州艾塔斯卡縣的一個普查規定居民點。

## 人口
根據2020年美國人口普查的數據，鮑爾克拉布的面積為7.16平方千米，皆為陸地。當地共有人口354人，而人口密度為每平方千米49.44人。